# Gonneville-en-Auge
Gonneville-en-Auge é uma comuna francesa na região administrativa da Normandia, no departamento Calvados. Estende-se por uma área de 4,31 km². Em 2010 a comuna tinha 396 habitantes (densidade: 91,9 hab./km²).